# Fíbula celta

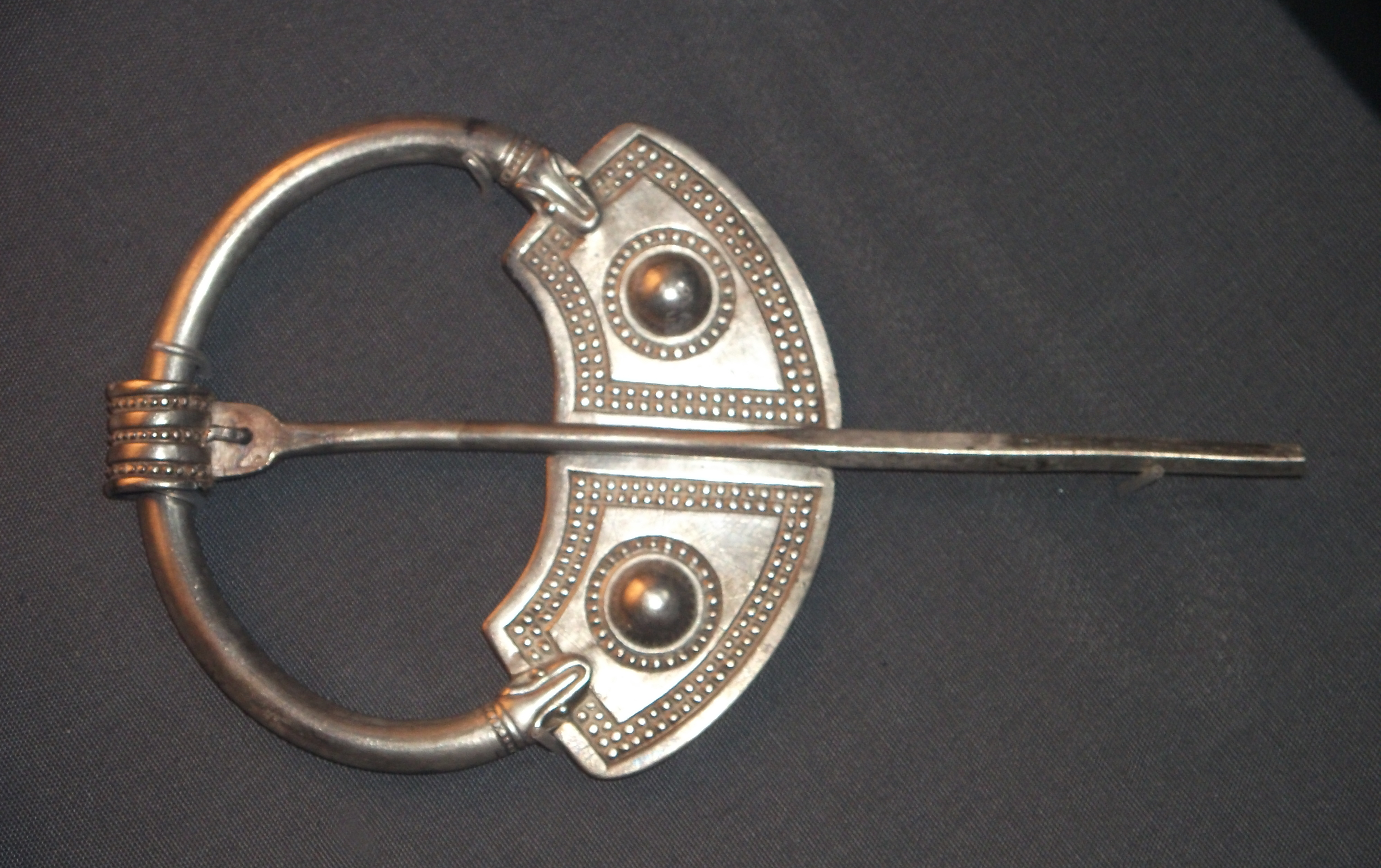
Sivella de plata del període viking

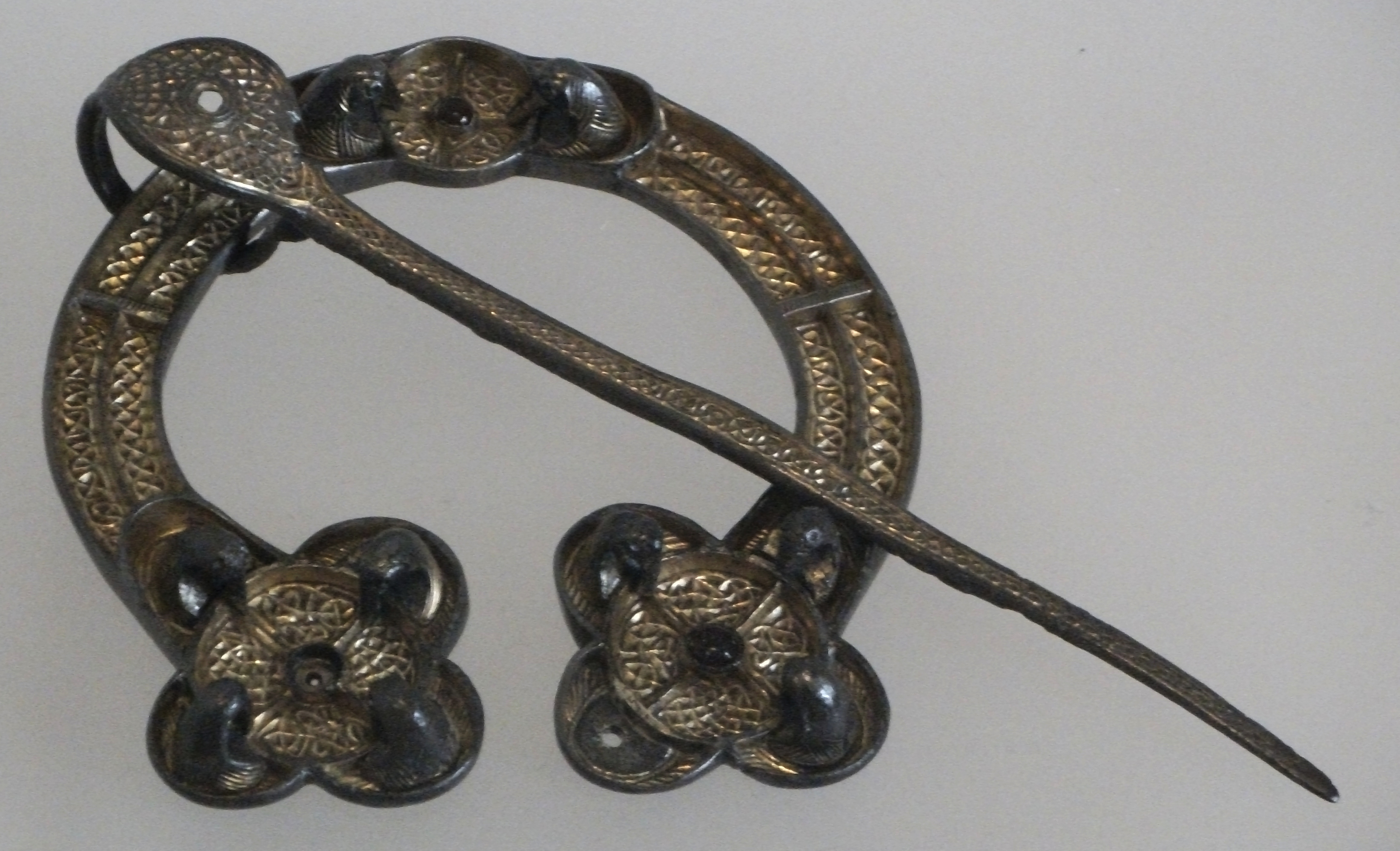
El broquet Rogart, Museu Nacional d'Escòcia, FC2. Fermellada penanular dels pictes, a Escòcia,, plata amb or i cristall. Classificat com a tipus Fowler H3.

Les fíbules cèltiques, també anomenades fermalles penanulars, són tipus de fixadors de roba. S'associen especialment amb l'inici de l'edat mitjana a Irlanda i Gran Bretanya, tot i haver-se trobat en altres èpoques i llocs, com ara formar part del vestit tradicional de les dones en zones del nord d'Àfrica moderna.
Van ser útils a l'època del ferro i a l'època romana i es van associar especialment amb fermalls ornamentats de metall preciós per a les elits d'Irlanda i Escòcia (700-900). Són els objectes més importants de la metal·lúrgia medieval d'alta qualitat i formen part de l'art celta i l'art illenc.